# 陈哈琳
陈哈琳（2013年8月29日—），厦门人，中国童星。

## 经历
2016年起担任腾讯视频育儿真人秀《放开我北鼻》的常驻嘉宾，2021年出演爱奇艺原创电视剧《原来我很爱你》及《假日暖洋洋》。
2022年2月，与易烊千玺搭档主演文牧野执导电影《奇迹·笨小孩》，凭借景彤一角赢得第36届大众电影百花奖最佳新人奖。